# فرودگاه الوود
فرودگاه الوود (به انگلیسی: Elwood Airport) یک فرودگاه همگانی بهره‌برداری هوایی است که یک باند فرود چمن دارد و طول باند آن ۶۸۴ متر است. این فرودگاه در شهر الوود، ایندیانا کشور ایالات متحده آمریکا قرار دارد و در ارتفاع ۲۶۴ متری از سطح دریا واقع شده است.